# Пенгре (лунный кратер)
Кратер Пенгре (лат. Pingré) — большой древний ударный кратер в южном полушарии видимой стороны Луны. Название присвоено в честь французского астронома Александра Гуа Пингре (1711—1796) и утверждено Международным астрономическим союзом в 1961 г. Образование кратера относится к нектарскому периоду.

## Описание кратера
Ближайшими соседями кратера являются кратер Пилятр на западе; кратер Яковкин на западе-северо-западе и кратер Байи на юге-юго-востоке. Селенографические координаты центра кратера 58°38′ ю. ш. 73°57′ з. д. / 58,64° ю. ш. 73,95° з. д., диаметр 88,4 км, глубина 4050 м.
Кратер Пенгре имеет полигональную форму с небольшой впадиной в восточной-юго-восточной части, образованной безымянным кратером, и значительно разрушен за длительное время своего существования. Вал сглажен, в западной части спрямлен, в северо-восточной оконечности почти сравнялся с окружающей местностью. Северо-восточная часть и южная-юго-западные части вала прорезаны короткими цепочками кратеров. Внутренний склон неравномерный по ширине, в западной части просматриваются следы террасовидной структуры, юго-западная часть отмечена короткой цепочкой кратеров. Высота вала над окружающей местностью достигает 1410 м, объем кратера составляет приблизительно 7400 км³. Дно чаши сравнительно ровное, отмечено многочисленными короткими цепочками кратеров радиальными по отношению к кратеру Хаузен, расположенному на юго-западе от кратера Пенгре, в центре чаши расположена сдвоенная пара маленьких кратеров.

## Сателлитные кратеры
| Пенгре | Координаты                                            | Диаметр, км |
| ------ | ----------------------------------------------------- | ----------- |
| B      | 57°34′ ю. ш. 65°26′ з. д. / 57,56° ю. ш. 65,43° з. д. | 19,5        |
| C      | 58°22′ ю. ш. 68°28′ з. д. / 58,36° ю. ш. 68,46° з. д. | 22,6        |
| D      | 56°33′ ю. ш. 84°17′ з. д. / 56,55° ю. ш. 84,28° з. д. | 16,6        |
| E      | 56°19′ ю. ш. 78°47′ з. д. / 56,31° ю. ш. 78,79° з. д. | 13,6        |
| F      | 59°51′ ю. ш. 71°19′ з. д. / 59,85° ю. ш. 71,32° з. д. | 18,7        |
| G      | 57°56′ ю. ш. 69°03′ з. д. / 57,93° ю. ш. 69,05° з. д. | 13,5        |
| J      | 59°03′ ю. ш. 68°58′ з. д. / 59,05° ю. ш. 68,97° з. д. | 17,5        |
| K      | 55°11′ ю. ш. 77°55′ з. д. / 55,19° ю. ш. 77,91° з. д. | 16,7        |
| L      | 53°51′ ю. ш. 85°50′ з. д. / 53,85° ю. ш. 85,84° з. д. | 18,4        |
| M      | 53°29′ ю. ш. 83°12′ з. д. / 53,49° ю. ш. 83,2° з. д.  | 19,5        |
| N      | 58°04′ ю. ш. 83°55′ з. д. / 58,07° ю. ш. 83,91° з. д. | 18,4        |
| P      | 53°59′ ю. ш. 69°40′ з. д. / 53,98° ю. ш. 69,67° з. д. | 19,7        |
| S      | 60°20′ ю. ш. 82°23′ з. д. / 60,33° ю. ш. 82,39° з. д. | 71,5        |
| U      | 56°16′ ю. ш. 66°00′ з. д. / 56,26° ю. ш. 66° з. д.    | 15,1        |
| W      | 56°28′ ю. ш. 71°02′ з. д. / 56,46° ю. ш. 71,04° з. д. | 9,1         |
| X      | 58°47′ ю. ш. 79°09′ з. д. / 58,79° ю. ш. 79,15° з. д. | 9,1         |
| Y      | 58°25′ ю. ш. 78°08′ з. д. / 58,42° ю. ш. 78,13° з. д. | 13,4        |
| Z      | 55°04′ ю. ш. 82°49′ з. д. / 55,06° ю. ш. 82,81° з. д. | 12,7        |

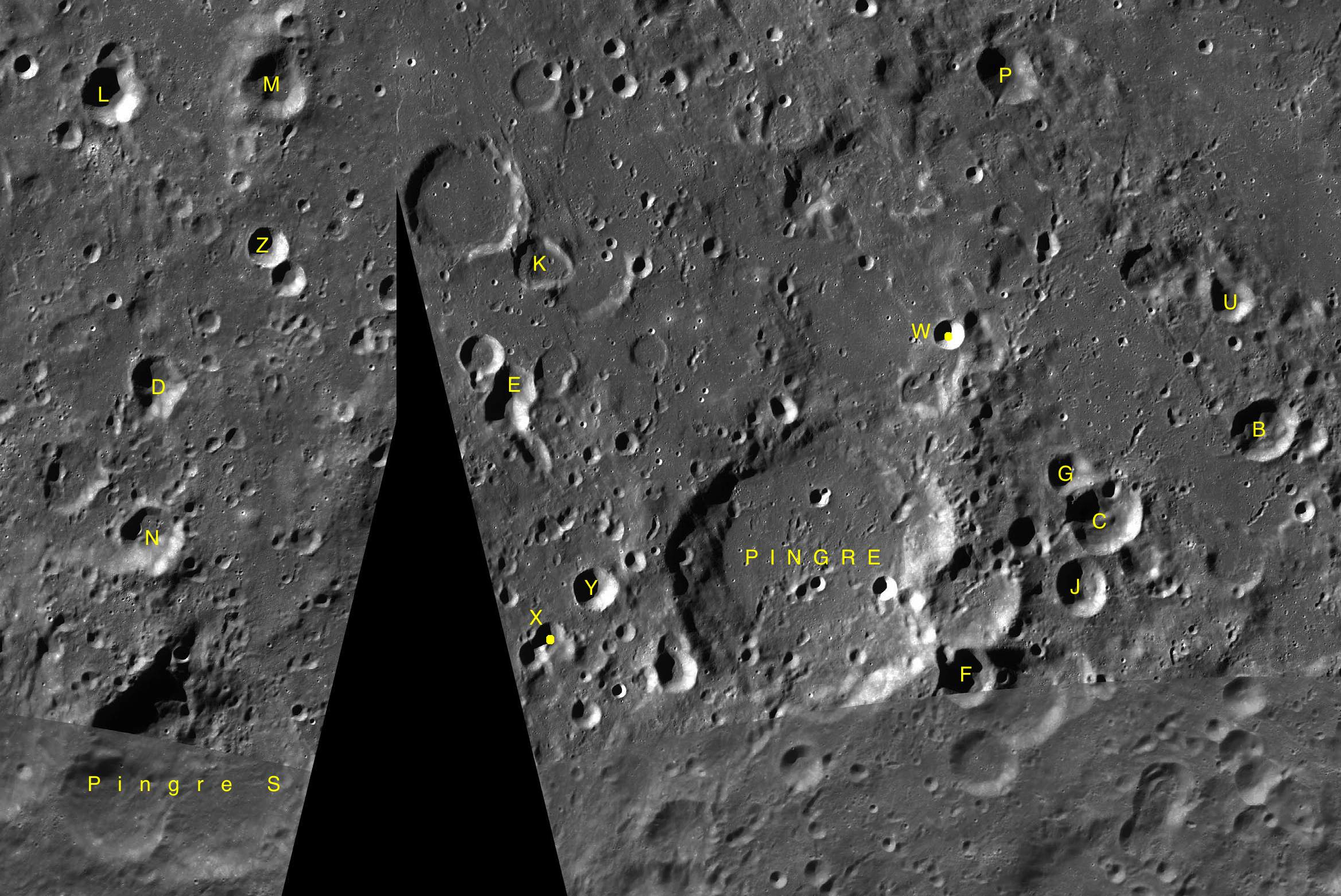
Фрагменты карт LAC-124, LAC-135.

- Сателлитный кратер Пенгре H в 1970 г. переименован Международным астрономическим союзом в кратер Яковкин.
- Образование сателлитного кратера Пенгре S относится к нектарскому периоду[1].

## См.также
- Список кратеров на Луне
- Лунный кратер
- Морфологический каталог кратеров Луны
- Планетная номенклатура
- Селенография
- Минералогия Луны
- Геология Луны
- Поздняя тяжёлая бомбардировка